# دیوید گول
دیوید گول (به انگلیسی: David Gaul) (زادهٔ ۷ ژوئیهٔ ۱۸۸۶) شناگر اهل ایالات متحده آمریکا است.